# Escudo de Transnistria
El escudo de Transnistria es una versión remodelada del escudo de armas de la República Socialista Soviética de Moldavia que fue sustituida por el Gobierno moldavo después del colapso de la Unión Soviética en 1991.
En la parte central del escudo aparecen representados la hoz y el martillo, situados delante del cauce de un río y el sol naciente. Estos elementos están rodeados por una corona compuesta por espigas de trigo, mazorcas de maíz, y racimos y hojas de vid. En una cinta roja aparecen escritas las iniciales de la denominación oficial del país (República Moldava de Transnistria) en ruso, moldavo y ucraniano y en la parte superior del escudo figura la estrella roja. 
De acuerdo con la información oficial, este escudo simboliza el legado histórico de Transnistria y no debe interpretarse como una adhesión al comunismo o la Unión Soviética.

## Cronología

El emblema nacional de la República Socialista Soviética de Moldavia fue remodelado para hacer el emblema de Transnistria
Versión con iniciales